# Железнодорожный транспорт в Египте
Железнодорожный транспорт в Египте — Египетские национальные железные дороги (ENR ; араб. السكك الحديدية المصرية‎) — национальная железная дорога Египта, управляемая полугосударственным Управлением железных дорог Египта (ERA ; араб. الهيئة القومية لسكك حديد مصر‎ 'Национальное агентство железных дорог Египта'). На 2005 год компания располагала сетью протяжённостью в 5063 км. Ширина колеи — 1435 мм. В основном железнодорожные линии сосредоточены в дельте Нила, а также идут на запад вдоль побережья Средиземного моря.
Используется в основном тепловозная тяга, лишь 63 км в пригородной зоне Каира электрифицированы.
Железные дороги соединяют такие города как — Александрия, Каир, Луксор. До 1949 года работала линия через Палестину, соединяющая Египет с Сирией, Ливаном и Турцией.

## История

### 1833—1877 гг.
В 1833 году Мухаммед Али-паша отдал приказ построить железную дорогу между Суэцом и Каиром, чтобы улучшить транзит между Европой и Индией. Однако, когда Мухаммед Али уже было приступил к покупке рельс проект был прекращён из-за давления со стороны французов, которые вместо этого были заинтересованы в строительстве канала. 
 
Мухаммед Али умер в 1848 году, а в 1851 году его преемник Аббас I нанял Роберта Стефенсона на строительство первой в Египте железной дороги со стандартной колеёй. Первый участок между Александрией на побережье Средиземного моря и Кафр-эль-Зайят на Розеттском рукаве Нила был открыт в 1854 году. Это была первая железная дорога в Османской империи, а также в Африке и на Ближнем Востоке . В том же году умер Аббас, и ему наследовал Саид-паша, во время правления которого в 1856 г. был завершен участок между Кафр-аз-Зайятом и Каиром, за которым последовало расширение от Каира до Суэца в 1858 г. Это завершило строительство первого современного транспортного сообщения между Средиземным морем и Индийским океаном, поскольку Фердинанд де Лессепс не успел завершить строительство Суэцкого канала до 1869 года.

## Современность
В 2005 году ENR имели 5625 километров железнодорожного полотна стандартной колеи (1,435 м). Большая часть железнодорожной системы сконцентрирована в дельте Нила, с маршрутами расходящимися от Каира. Также есть линия к западу вдоль побережья Средиземного моря ведущая к Ливии. На этом участке железная дорога была соединена с соседней страной во время Второй мировой войны. Основная железнодорожная ветка идёт вниз от Каира на юг вдоль восточного берега Нила в город Асуан, который расположен в верхнем Египте. Соседний Израиль также использует стандартную колею, но обе страны перестали быть соединены после 1948 года. На юге Судан имеет узкоколейную железную дорогу, но страны разъединены озером Насер, поэтому сообщение здесь идёт с помощью парома возле Асуанской дамбы. Железные дороги являются критически важной частью транспортной инфраструктуры Египта. Однако только 63 километра электрифицированы, в основном пригородные маршруты между Хелуаном и Гелиополисом в Каире. На сегодняшний день вся протяжённость железных дорог в Египте составляет 10,500 километров, кроме того 5,500 километров железнодорожного полотна находится в стадии строительства.
ENR заказывает локомотивы и строительство железнодорожного полотна за границей, однако пассажирские вагоны строятся и ремонтируются в самом Египте компанией Société Générale Egyptienne de Matériel de Chemins de Fer (SEMAF).
Объем грузов, перевозимых ежегодно ENR, составляет около 12 миллионов тонн.
Железнодорожные перевозки были серьезно осложнены во время политических протестов в начале 2011 года; Время работы каирского метро было сокращено в связи с комендантским часом.
16 января 2015 года Египетские национальные железные дороги подписали контракт на 100 миллионов евро с Alstom на поставку сигнального оборудования для 240 километровой линии Бени-Суэф-Асьют и на её обслуживание в течение пяти лет. Кроме того, Alstom предоставит электронную систему блокировки smartlock для замены существующей электромеханической системы, что, в свою очередь, увеличит количество поездов, курсирующих по маршруту, более чем на 80 %.

## Проект высокоскоростной железной дороги
В Египте ведётся строительство высокоскоростной железной дороги, первые участки которой планируется открыть к 2027 году. 1 сентября 2021 года Национальное управление туннелей подписало контракт на 4,5 миллиарда долларов с Siemens Mobility, Orascom Construction SAE и Arab Contractors на строительство и обслуживание 660 километров высокоскоростной электрифицированной линии, соединяющей Айн-Сохну с Мерса-Матрухом и Александрией. Линия получила название «Зеленая линия» или «Суэцкий канал на рельсах», и будет использоваться как для грузовых, так и для пассажирских поездов. Помимо электрификации линии и установки ETCS Level 2, «Сименс» поставит скоростные поезда Velaro, региональные поезда Desiro и грузовые локомотивы Vectron. Еще две линии, одна из которых соединяет регион Большого Каира с Асуаном и Луксор через Хургаду в Сафагу, были включены в мае 2022 года.

## Пассажирские поезда
ER является основой пассажирских перевозок в Египте с 800 миллионами пассажиро-миль в год. Пассажирские поезда с кондиционером обычно имеют обслуживание 1-го и 2-го классов, а поезда без кондиционера — 2-го и 3-го классов. Большая часть сети соединяет густонаселенный район дельты Нила с Каиром и Александрией в качестве транспортных узлов. Стоимость проезда в пригородных поездах и пассажирских поездах 3-го класса остается низкой в качестве социальной услуги.

## Спальные поезда
Маршрут Александрия-Каир-Луксор-Асуан ежедневно обслуживается в обоих направлениях спальными поездами Abela Egypt с кондиционерами. Эта услуга особенно привлекательна для туристов, которые могут переночевать в поезде, так как он проходит между Каиром и Луксором. Роскошный экспресс-поезд также связывает Каир с Марса-Матрухом в направлении ливийской границы.

## Локомотивы

### Текущие
Подавляющее большинство локомотивов ENR дизельные . Это включает:
| Название      | Изображение | Тип             | Максимальная скорость | Максимальная скорость | Кол-во | Номера в ENR               | Года выпуска  |
| Название      | Изображение | Тип             | миль в час            | км/ч                  | Кол-во | Номера в ENR               | Года выпуска  |
| ------------- | ----------- | --------------- | --------------------- | --------------------- | ------ | -------------------------- | ------------- |
| ЭМД G12       |             | Бо-Бо Тепловоз  |                       |                       | 97     | Номера 3701-3797           |               |
| ЭМД G16       |             | Ко-Ко Тепловоз  |                       |                       | 16     | Номера 3301-3316           | 1960-1961 гг. |
| ЭМД G16W      |             | Ко-Ко Тепловоз  |                       |                       | 45     | Номера 3317-3361           | 1964-1965 гг. |
| Серия ЭМД G22 |             | Тепловоз        |                       |                       | 32     | Номера 3801-3832           | 1977 г.       |
| ЭМД G22CU     |             | Тепловоз        |                       |                       |        |                            |               |
| ЭМД G8        |             | Тепловоз        |                       |                       |        | Пронумерованы в серии 3200 |               |
| GA DE900      |             | Бо-Бо Тепловоз  |                       |                       | 30     |                            | 2000 г.       |
| GE ES30ACi    |             | Light Evolution | 85                    | 140                   | 100    | Номера 2482-2581           | 2019-2020 гг. |

В 2017 г. для пассажирских перевозок египетским оператором ENR была заказана партия из 100 шт. современных односекционных 6-осных тепловозов General Electric ES30ACi. Сумма контракта составила 575 миллионов долларов США. Первая партия из 10 локомотивов поступила в Египет в ноябре 2019 г. Остальные поступили в течение 2020 года. Современный дизель и асинхронный привод обеспечивают данным локомотивам отличные эксплуатационные характеристики и низкие выбросы выхлопных газов в атмосферу. 

Также у российского "Трансмашхолдинга" были заказаны пассажирские вагоны повышенной комфортности с кондиционерами.
- Тепловоз на станции Рамзес, Каир, 2005 г.
- Тепловоз Henschel AA22T 2006 г.
- Тепловоз EMD G22W класса 3801 №. 3977 проезжающих через станцию Эль-Гиза в 2008 г.
- 2160 работает на пассажирском поезде недалеко от Асуана .

### Более не используются
| Учебный класс | Изображение | Тип                               | Максимальная скорость | Максимальная скорость | Число | Примечания | Построен                            |
| Учебный класс | Изображение | Тип                               | миль в час            | км/ч                  | Число | Примечания | Построен                            |
| ------------- | ----------- | --------------------------------- | --------------------- | --------------------- | ----- | --- | ----------------------------------- |
| 545           |             | 2-6-0 Паровоз                     |                       |                       | 80    | Построен несколькими компаниями | 1928-1931 гг.                       |
| 8F            |             | 2-8-0 Паровоз                     |                       |                       | 40    | Бывшие паровозы военного ведомства . Продан РЖД. </br> Серии 9301-915, 9317-9320, 9322-9342. | 1935-1946 гг.                       |
|               |             | Тепловоз 1А-До-А1                 | 75                    | 121                   | 6     | Построен компанией English Electric . ВЕЛИКОБРИТАНИЯ. | 1945-1947 гг.                       |
| 4211          |             | 0-6-0 Тепловоз                    |                       |                       | 42    | Построен Арнольдом Юнгом Локомотивфабрик . | 1953-1956 гг.                       |
| 4300          |             | C дизель-гидравлический локомотив | 37                    | 60                    | 98    | Свободно основан на серии Юнга WR 360 C14. В 1955 году MÁVAG выиграла тендер ENR на поставку 100 дизель-гидравлических маневровых локомотивов. Построен MÁVAG, а затем Ganz-MAVAG. MÁVAG поставила 56 единиц с конца 1957 года по сентябрь 1958 года. Из-за серьезных отказов двигателя ENR временно приостановила прием остальных агрегатов, пока Ганц-МАВАГ не модернизировал двигатель и не заменил его на уже поставленных агрегатах. Венгерские государственные железные дороги купили 6 единиц у ENR в конце 1958 года. Позже ENR передала 5 единиц сталелитейному заводу в Хелуане. | 1957-сентябрь 1958 г. </br> 1962 г. |

## Несчастные случаи
- 18 апреля 2021 г. Крушение поезда Тух : По меньшей мере 32 человека погибли и 109 получили ранения в результате схода с рельсов поезда в Тоухе .[14]
- 26 марта 2021 г. Столкновение поездов в Сохаге: два поезда столкнулись в районе Тахта провинции Сохаг в Верхнем Египте, в результате чего 18 человек погибли и 200 получили ранения.[15]
- 27 февраля 2019 г. Столкновение поезда на вокзале Рамзес .
- 11 августа 2017 г. Столкновение поезда в Александрии
- 14 января 2013 г. авария в Бадрашине.
- 17 ноября 2012 г. Крушение поезда в Манфалуте : поезд врезался в автобус со школьниками на железнодорожном переезде недалеко от Манфалута, в результате чего 51 человек погиб и 17 получили ранения.
- 25 октября 2009 г.: столкновение в Аль-Айят в Гизе, 50 километров (31 миль) к югу от Каира. По словам сотрудника службы безопасности, в первоначальном отчете говорилось, что 30 человек предположительно убиты и 50 ранены.[16]
- 4 сентября 2006 г .: Пассажирский поезд сталкивается с товарным поездом к северу от Каира, в результате чего пять человек погибли и 30 получили ранения.[17]
- 21 августа 2006 г. Крушение железной дороги Кальюб : два поезда сталкиваются в городе Кальюб, 20 километров (12 миль). к северу от Каира, в результате чего 57 человек погибли и 128 получили ранения.
- 20 февраля 2002 г. Катастрофа поезда в Аль-Аятте : поезд, набитый вдвое, поезд загорелся, 373 человека погибли.
- 2000: поезд врезался в микроавтобус на перекрестке к югу от Каира, 9 человек погибли и двое получили ранения.[18][19]
- Ноябрь 1999 г .: 10 убитых между Каиром и Александрией[20]
- Апрель 1999 г .: 10 человек погибли в Северном Египте при лобовом столкновении двух поездов[20] .
- Авария 1998 г. в Кафр-эд-Даваре : погибло «около 50»[18][20]
- 1997 г. 2 крупные аварии: один с 14 убитыми, другой с 7 убитыми[18]
- 1995: Крушение к северу от Каира : 9 убитых; Авария в Кене (столкновение с автобусом): 49 погибших; Авария Бени Свейфа : 75 погибших[18][20]
- Столкновение 1994 года: более 40 убитых[18]
- Столкновение 1993 года: 40 убитых[18]
- Лобовое столкновение 1992 г. в Бадрашине : 43 убитых[18]

## Железнодорожное сообщение с соседними странами
- Ливия — нет, одинаковая колея 1435 мм, в стадии строительства.
- Сектор Газа — нет, одинаковая колея 1435 мм, не работает с 1948 года
- Израиль — нет, одинаковая колея 1435 мм, отсутствует с 1948 года.
- Судан — нет, изменение ширины колеи с 1435 мм на 1067 мм.